# 노트북LM
노트북LM(NotebookLM) 또는 구글 노트북LM(Google NotebookLM)은 구글 랩스에서 개발한 연구 및 메모 작성 온라인 도구로, 인공지능(AI), 특히 제미나이 (챗봇)를 활용하여 사용자의 문서 상호 작용을 지원한다.

## 역사
노트북LM은 2023년 "프로젝트 테일윈드"(Project Tailwind)라는 이름으로 처음 출시되었다.
이 제품을 개발하는 팀에는 유명 과학 작가 스티븐 존슨(Steven Johnson)과 제품 관리자 라이자 마틴(Raiza Martin)이 참여했다.
2024년 10월 중순, 구글은 소프트웨어의 "실험적" 상태/배지를 제거했다.
2024년 12월, 구글은 기업 및 유료 제미나이 구독자를 대상으로 노트북LM의 유료 버전인 노트북LM 플러스를 출시했다.
2025년 2월 10일, 구글은 구글 원 AI 프리미엄(Google One AI Premium) 구독 플랜을 통해 노트북LM 플러스를 개인 사용자에게도 확대했다. 이번 확장은 약 2개월 전 구글 클라우드 및 구글 워크스페이스를 통해 기업에 제공된 최초 출시에 이은 것이다. 처음에는 제한적으로 제공되었던 노트북LM 플러스는 이제 연구 및 정리 기능을 향상시키도록 설계된 향상된 기능을 제공한다.

## 사용
노트북LM은 사용자가 업로드한 콘텐츠를 기반으로 요약, 설명 및 답변을 생성할 수 있다. 또한 문서를 대화형 팟캐스트 형식으로 요약하는 "오디오 오버뷰" 기능도 포함되어 있다.
노트북LM은 텍스트 파일 외에도 PDF, 구글 문서도구, 웹사이트 및 구글 슬라이드를 처리할 수 있다. 대본이나 자막이 첨부된 비디오만 처리할 수 있으며, 자막이 없는 비디오에서는 대본을 추출할 수 없다.
2024년 9월에 출시된 "오디오 오버뷰" 기능은 복잡한 문서를 팟캐스트 스타일의 오디오 파일로 압축하는 기능으로 언론의 주목을 받았다.

## 도입
구글은 노트북LM을 "가상 연구 보조원"이라고 설명한다.
2024년 스포티파이 랩트(Spotify Wrapped)는 이 기능을 사용하여 개인의 청취 습관에 대한 팟캐스트 스타일의 개인화된 개요를 생성했다.
노트북LM은 처음에는 연구자를 위해 개발되었지만, 기업과 학생들에게도 도입되었다.